# Finnugor
Finnugor — симфоник блэк-метал-группа из Венгрии.

## История
Группа была создана в сентябре 2001 года. Идея её создания зародилась у Томи Каллиола, который тот момент уже был лидером нескольких групп, включая Azaghal. Габриэль Вольф первоначально был приглашён в группу на роль вокалиста, позже он начал сочинять тексты песен, затем сочинять музыку. В результате он стал лидером проекта.

## Состав

### Настоящий состав
- Габриэль Вольф — клавишные, вокал. Также участвует в проектах Aconitum Vulparia, Infra Black, Ywolf, Valar.
- Вилле Мустанен — гитара
- Янне Лахтисаари — бас-гитара
- Аатто Коскинен — ударные

### Бывшие участники
- Godslayer N. Vassago (aka Nikolai Stalhammar) (Томи Каллиола) — гитара, бас-гитара, ударные, синтезатор
- Nola Darxley — вокал

## Дискография
- 2002 — Black Flames
- 2003 — Cosmic Nest of Decay (DVD)
- 2003 — Death Before Dawn
- 2004 — Darkness Needs Us
- 2006 — Voitettuani Kuoleman
- 2007 — My Sick Files
- 2008 — Fame et Morte